# Conistra lucasi
Conistra lucasi är en fjärilsart som beskrevs av Culot. Conistra lucasi ingår i släktet Conistra och familjen nattflyn. Inga underarter finns listade i Catalogue of Life.